# Kibera
Kibera (af kibra: skov, jungle) er et af de uformelle bydele som findes i Nairobi, Kenya og regnes som det største slumområde i Afrika. Der er ingen sikker information om hvor mange der bor i området, men indbyggertallet opgøres til mellem en halv og en hel million. Kenyas officielle folketælling regner kun med 170.070 indbyggere i Kibera.

## Historie

### Kolonialismen
I 1902 grundlagde den daværende britiske kolonialregering i Kenya officielt byen Nairobi. Der fandtes en detaljeret segregrationsplan som beskrev,  hvilke områder mennesker af forskellige oprindelser fik lov til at bo i. Kibera blev i 1918 tildelt nubiere som tak for deres indsats i blandt andet første verdenskrig. Bosætningerne fik lov til at vokse uhindret og efterhånden begyndte nubierne at udleje dele af deres område også til mennesker fra andre stammer som ikke fik lov at bo i andre dele af byen.

### Efter selvstændigheden
Efter Kenyas selvstændighed i 1963 blev mange af bosætningerne i Kibera ulovlige, samtidig med at stadigt flere flyttede til området. Mennesker fra landet som kom til Nairobi for at arbejde, bosatte sig ofte i områder som Kibera og Dagoretti, hvad der gjorde at indbyggertallet hurtigt kom over det tilladte. 

## Kibera i dag

### Geografi
Kibera ligger syv kilometer vest-sydvest for Nairobis centrum, har et areal på cirka 2,5 kvadratkilometer og er opbygget langs et jernbanespor. Mod syd afgrænses området af Nairobifloden. Kibera består af ti landsbyer: Lindi, Kisumu Ndogo, Soweto, Makina, Kianda, Mashimoni, Siranga, Gatuikira, Laini Saba og Raila. 

### Modernisering
Kenyas regering har flere gange forsøgt at "opgradere" Nairobis slumområder, især ved at smide ulovlige beboere ud og rive dårlige huse ned, og i stedet bygge veje og bedre huse. Dog stiger indbyggertallet i Kibera fortsat. 

### Fattigdom, sygdomme og kriminalitet
95% af Kiberas befolkning lever under fattigdomsgrænsen. En gennemsnitlig familie består af syv personer og bor i ét værelse. De fleste af bosætterne menes at bo i området uden tilladelse og infrastrukturen i området (eksempelvis veje, vandledninger, kloakker og affaldshåndtering) er kraftigt underdimensioneret i forhold til indbyggertallet. Statistisk set er der et toilet pr. 500 indbyggere, men i virkeligheden betyder det at mange hverken har adgang til toiletter eller rent vand. Sygdomme spredes nemt, arbejdsløsheden er høj og kriminalitet er udbredt. HIV/AIDS er også et stort problem blandt de fattige i slummen, så mange som 15-20% af indbyggerne i Kibera menes at være HIV-smittede.